# Varronia jeremiensis
Varronia jeremiensis är en strävbladig växtart som först beskrevs av Ignatz Urban och Ekm., och fick sitt nu gällande namn av A. Borhidi. Varronia jeremiensis ingår i släktet Varronia och familjen strävbladiga växter. Inga underarter finns listade i Catalogue of Life.